# Adolf Andrić
Adolf Andrić (Tuzla, 4. ožujka 1942. – na planini Raduši kod Uskoplja, 26. lipnja 1972.), bio je hrvatski politički emigrant.
Bio je članom Hrvatskog revolucionarnog bratstva koji je bio u Bugojanskoj skupini.
Poginuo je u borbi s jugoslavenskim vlastima na planini Raduši kod Uskoplja u BiH.